# Josu Uribetxebarria Bolinaga
Josu Uribetxebarria Bolinaga (Arrasate, 1955 - Arrasate, 16 de gener de 2015) fou un activista polític basc, membre de l'organització armada Euskadi Ta Askatasuna (ETA).
Nascut al poble guipuscoà d'Arrasate l'any 1955, ingressà a ETA a mitjans de 1983. Va ser detingut l'1 de juliol de 1997, arran de l'alliberament del funcionari de presons segrestat José Antonio Ortega Lara. Va ser condemnat a 178 anys de presó per l'assassinat de tres guàrdies civils, a 14 anys pel segrest de l'empresari Julio Iglesias Zamora al juny de 1993, i a 32 pel posterior segrest d'Ortega Lara el gener de 1996, a qui va mantenir tancat en un zulo durant 532 dies.
El 12 de setembre de 2012, el jutge central de vigilància penitenciària, José Luis Castro, el va posar en llibertat al·legant una malaltia terminal. La seva excarceració va ser recorreguda per la Fiscalia el setembre de 2012, i l'exjutge Baltasar Garzón mostrà públicament el seu desacord amb la fiscalia afirmant que «un Estat de dret no pot permetre que una persona mori a la presó». L'aute de llibertat condicional, de 30 d'agost de 2012, recollia que patia un càncer generalitzat, terminal i en situació irreversible, segons els informes forenses, el factor determinant per a la resolució favorable.
El 16 de gener de 2015, va morir a Arrasate a causa del càncer que patia des de juny de 2005.